# Joanna Kozłowska
Joanna Kozłowska-Szczepaniak (geboren 1959 in Poznań) ist eine polnische Opernsängerin der Stimmlage Sopran. Sie wirkt seit 2007 auch als Gesangslehrerin.

## Leben und Werk
Joanna Kozłowska lernte Cello und Klavier an der Musikschule ihrer Heimatstadt, die nach dem polnischen Komponisten Mieczysław Karłowicz (1876–1909) benannt wurde. Nach dem Abitur studierte sie Gesang an der Ignacy-Jan-Paderewski-Musikakademie in Poznań Sie nahm an zumindest zwei Meisterklassen teil, 1985 bei Hanne-Lore Kuhse in Weimar und im folgenden Jahr bei Elisabeth Schwarzkopf in Zürich.
Internationale Aufmerksamkeit erlangte sie durch den ersten Preis bei der Benson and Hedges International Voice Competition in London und einen zweiten Preis beim Internationalen Gesangswettbewerb von Rio de Janeiro. Schon zu Beginn ihrer Karriere band sie sich mit einem langjährigen Vertrag an das Opernhaus von Poznań, das Teatr Wielki, wo sie sich ein breites Repertoire erarbeiten konnte. Sie sang am Wielki von 1984 bis 1998. Ihre internationale Karriere begann 1986 mit der Liù in Puccinis Turandot am Royal Opera House Covent Garden in London. Es folgten Einladungen an eine Vielzahl renommierter Opernbühnen in Europa und Amerika. In Italien trat sie am Teatro alla Scala in Mailand auf, am Teatro La Fenice in Venedig und beim Maggio Musicale Fiorentino, in Österreich an der Oper Graz und an der Wiener Staatsoper, in Deutschland an der Bayerischen Staatsoper in München, der Hamburgischen Staatsoper und an der Deutschen Oper in Berlin, in Paris am Théâtre du Châtelet, in Genf am Grand Théâtre, in Brüssel am Théâtre de la Monnaie und in Buenos Aires am Teatro Colón. In den Vereinigten Staaten bekam sie viel Lob für die Gestaltung der Sandrina in Mozarts La finta giardiniera an der Brooklyn Academy of Music, ebenso als Donna Elvira in Mozarts Don Giovanni an der Los Angeles Opera und als Alice Ford in Giuseppe Verdis Falstaff in einer Konzertfassung mit dem Minnesota Orchestra unter der Leitung von Jeffrey Tate. An der Atlanta Opera überraschte und begeisterte sie Publikum und Presse in der Titelrolle von Puccinis Madama Butterfly.
1992 interpretierte sie erfolgreich die Rolle der Sandrina in La finta giardiniera an den Salzburger Festspielen, inszeniert von Ursel und Karl-Ernst Herrmann. Langjährige Gastverpflichtungen hatte die Sängerin an der Oper Zürich, wo sie als Ariadne, Emma, Lisa, Mimì und Tamara zu sehen und zu hören war. Sie übernahm in Zürich auch vier zentrale Verdi-Partien, die beiden Leonoren, die Elvira in Ernani und die Elisabetta in Don Carlos.
Joanna Kozłowska übernahm auch regelmäßig Solopartien in Oratorien, Kantaten und Chor-Orchesterwerken. Sie ist an einigen der berühmtesten Konzerthäuser der Welt aufgetreten, darunter dem Musikverein in Wien, der Salle Pleyel in Paris, der Tonhalle in Zürich, der Davies Hall in San Francisco, der Warschauer Nationalphilharmonie und dem Konzerthaus in Berlin. Sie übernahm mehrfach das Sopransolo in Henryk Góreckis Symphonie der Klagelieder, die 1994 auch erfolgreich mit der Warschauer Nationalphilharmonie unter der Leitung von Kazimierz Kord aufgezeichnet wurde. Ihr Konzertrepertoire umfasst weiter die Vier letzten Lieder von Richard Strauss, Mahlers Zweite und Vierte sowie Sergei Rachmaninows Choralsymphonie Kolokola. Sie sang auch die Sopransoli in Mozarts Requiem, Poulencs Gloria und Brittens War Requiem. In den Vereinigten Staaten trat sie in Konzerten der San Francisco Symphony auf, dazu mit der Grand Rapids Symphony und am Grant Park Music Festival in Chicago.
Zu den Dirigenten, mit denen die Sängerin zusammengearbeitet hat, zählen Sylvain Cambreling, James Conlon, Wladimir Fedossejew, Lawrence Foster, David Lockington, Lorin Maazel, Riccardo Muti, Grzegorz Nowak, Carlo Rizzi, Nello Santi, Marcello Viotti, Antoni Wit und David Zinman.
2007, noch während ihrer aktiven Bühnenlaufbahn, begann Kozłowska an der Ignacy-Jan-Paderewski-Musikakademie ihrer Heimatstadt Gesang zu unterrichten. Im Februar 2013 schloss sie ein Doktoratsstudium ab und wurde zur Assistenzprofessorin für Gesangstechnik an der Fryderyk-Chopin-Universität für Musik in Warschau ernannt.

## Repertoire
| Beethoven: - Marzelline in Fidelio Bizet: - Micaëla in Carmen Gluck: - Euridice in Orfeo ed Euridice Leoncavallo: - Nedda in Pagliacci Mozart: - Sandrina in La finta giardiniera - Ilia in Idomeneo - Donna Elvira in Don Giovanni - Contessa in Le nozze di Figaro - Pamina in Die Zauberflöte |  | Puccini: - Mimì in La Bohème - Cio-Cio-San in Madama Butterfly - Giorgetta in Il tabarro - Lauretta in Gianni Schicchi - Liù in Turandot Rubinstein: - Tamara in Der Dämon Schubert: - Emma in Fierrabras Richard Strauss: - Titelrolle in Ariadne auf Naxos Tschaikowski: - Tatjana in Eugen Onegin - Lisa in Pique Dame |  | Verdi: - Elvira in Ernani - Annina in La traviata - Leonora in Il trovatore - Amelia in Un ballo in maschera - Leonora in La forza del destino - Elisabetta in Don Carlos - Titelrolle in Aida - Desdemona in Otello - Alice Ford in Falstaff |

## Aufnahmen
- Henryk Góreckis Symphonie der Klagelieder, Warschauer Nationalphilharmonie unter der Leitung von Kazimierz Kord (1994), von Decca 2012 neu herausgebracht.
- Joanna Kozlowska Sings Arias by Puccini, Verdi, mit dem Symphonie-Orchester von Poznań unter der Leitung von Grzegorz Nowak (2005), mit Arien aus La Bohème (Mimì), Madama Butterfly (Cio-Cio-San), Turandot (Liù) und Gianni Schicchi (Lauretta) von Puccini sowie La forza del destino (Leonora) und Otello (Desdemona) von Verdi. Aufgenommen im August 2004 in der Konzerthalle der Adam-Mickiewicz-Universität.[4]